# Salvador Pueyo Pons
Salvador Pueyo Pons (Barcelona, 1935) es un compositor español. Desde 1960, ha compuesto unas 50 obras interpretadas por las más prestigiosas orquestas, recibiendo numerosos premios y homenajes a lo largo de su carrera. Ha trabajado con intérpretes como Montserrat Caballé o directores como Yehudi Menuhin.
Estudió en el Conservatorio Superior Municipal de Música de Barcelona los cursos oficiales de Piano, dirección de orquesta, instrumentación, composición y folclore, su preparación fue llevada por los maestros Toldrá y Zamacois, más tarde amplió sus estudios en la "École Normale de Musique" de París.

## Obra
Ha compuesto obras de opera, orquesta, coros o piano. En 1965 se consagra al obtener su obra "abstracciones" el premio "ciudad de Barcelona". En 1977 estrena su "Sinfonía Barroca", obra que ha sido interpretada cientos de veces por prestigiosos directores Europeos y Americanos. En 1986 Monserrat Caballé estrena "Cap al meu silenci" (En español: hacia mi silencio), un ciclo de canciones para voz y cuerda bastante interpretado por Caballé, por ejemplo en el Palacio de la Música Catalana o el Carnegie Hall de Nueva York. En 1996 estrena en Copenhague "Morta Fiamma", para conmemorar la capitalidad cultural europea de dicha ciudad. En 1992 estrena el ballet Yerma, basado en la obra homónima de Federico García Lorca, algunas obras recientes suyas son "Complanta" (2001), "Alma yagada" (2000), "Eternament" (1998) o "Terra baixa", junto con el dramaturgo Guillem-Jordi Graells, prevista para servir de apertura del Festival Montserrrat Caballé.